# أوقست جاغر
أوقست جاغر (بالألمانية: August Jäger)‏ هو محامي وقاضي ألماني، ولد في 21 أغسطس 1887 في ديتس في ألمانيا، وتوفي في 17 يونيو 1949 في بوزنان في بولندا.